# Chiloglanis harbinger
Chiloglanis harbinger is een straalvinnige vissensoort uit de familie van de baardmeervallen (Mochokidae). De wetenschappelijke naam van de soort is voor het eerst geldig gepubliceerd in 1989 door Tyson R. Roberts. De soort komt voor in het bekken van de Lokundje-rivier in zuidoostelijk Kameroen.